# Elusa oenolopha
Elusa oenolopha là một loài bướm đêm thuộc họ Noctuidae. Nó được tìm thấy ở Úc, bao gồm Queensland và New South Wales.

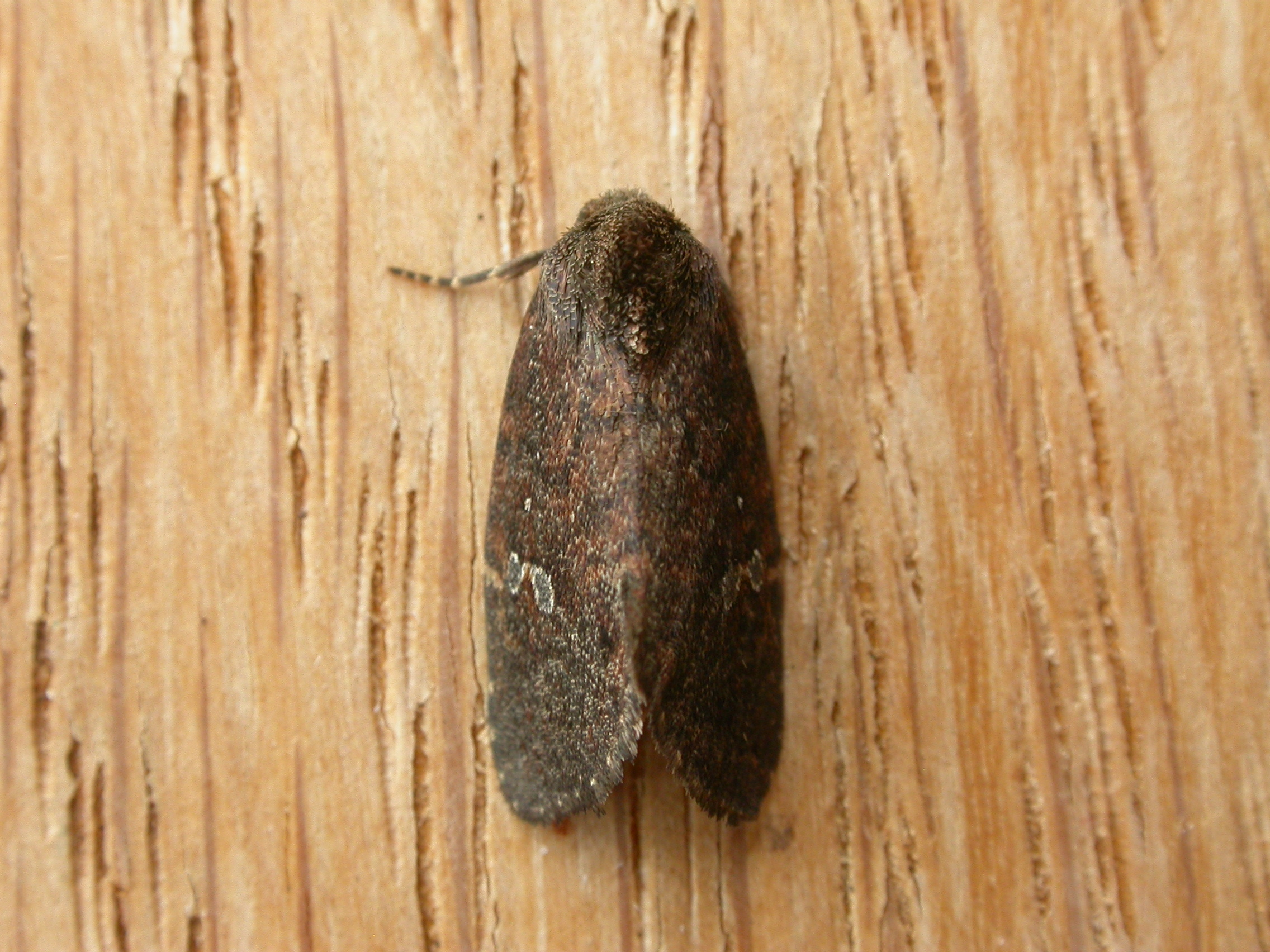

Cánh trước màu nâu. Cánh sau màu nâu nhạt đồng nhất.